# Brown ale

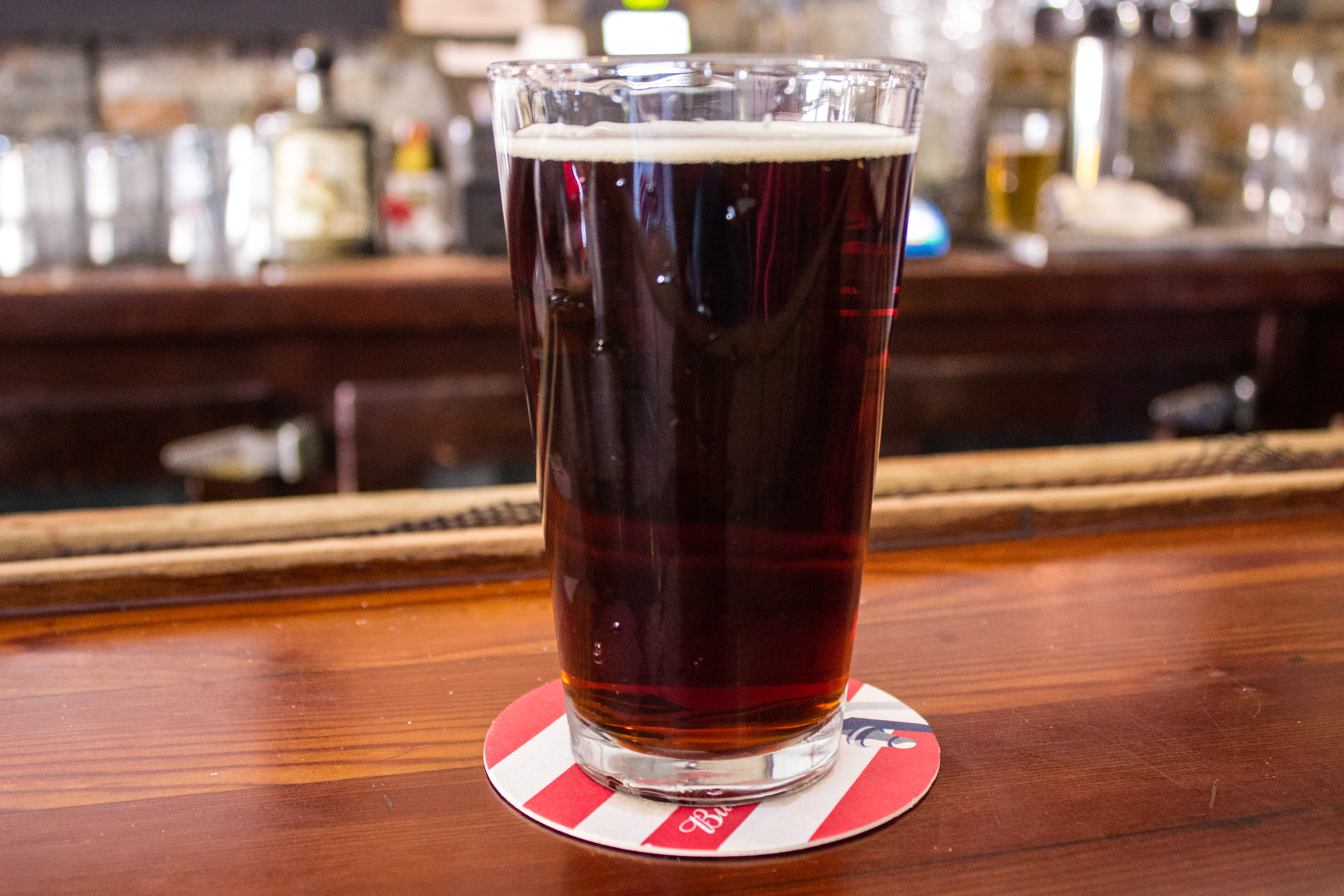
Brown ale

Brown ale – styl piwa górnej fermentacji; termin określa zwykle piwa produkowane w Wielkiej Brytanii.
W Wielkiej Brytanii, przed nastaniem mody na piwa z jasnego słodu w XVIII wieku, większość sprzedawanych gatunków należała do rodzaju brown ale. Pierwsze wzmianki o tym pojawiają się w literaturze w połowie XVIII wieku. Początkowo warzono je z ciemnego słodu, jednak wraz z rozwojem technologii prażenia jasne słody, będące również efektywniejsze w produkcji, stały się tańszą alternatywą. Kolor i smak zostały ostatecznie zdeterminowane poprzez użycie ciemnych słodów, słodów kryształowych oraz karmelizowanych cukrów.